# فدراسیون اسکی ارمنستان
فدراسیون اسکی جمهوری ارمنستان (ارمنی: Հայաստանի դահուկային սպորտի ֆեդերացիա) که با نام فدراسیون اسکی و اسنوبورد ارمنستان نیز شناخته می‌شود، نهاد تنظیم‌کننده ورزش اسکی و اسنوبردسواری در ارمنستان می‌باشد که توسط کمیته المپیک ارمنستان اداره می‌شود و مقر آن در شهر ایروان واقع شده است.

## تاریخچه
این فدراسیون در سال ۱۹۹۲ میلادی تأسیس شد و ریاست فعلی آن را گاگیک سارگسیان برعهده دارد. این فدراسیون عضو کامل فدراسیون بین‌المللی اسکی و اسنوبورد و Small Evolving Ski Nations می‌باشد.
ارمنستانی در مسابقات قهرمانی در سطوح مختلف اروپایی و بین‌المللی از جمله در FIS Alpine World Ski Championships|مسابقات قهرمانی اسکی آلپین جهان و بازی‌های المپیک زمستانی شرکت می‌کنند.

## فعالیت‌ها

در سال ۲۰۱۸، اتحادیه اروپا از توسعه جشنواره اسکی صحرانوردی در ارمنستان حمایت کرد. هدف از این کار ترویج گردشگری ورزش‌های زمستانی و ارائه کلاس‌های مستر اسکی توسط مربیان حرفه‌ای بود.